# لیندزی هورن
لیندزی میشل هورن (به انگلیسی: Lindsey Horan) (زادهٔ ۲۶ مهٔ ۱۹۹۴ میلادی) یک بازیکن زن فوتبال اهل کشور ایالات متحده آمریکا است که در پست هافبک برای باشگاه فوتبال پورتلند تورنز و در لیگ ملی فوتبال زنان بازی می‌کند. در سال ۲۰۱۸ او به عنوان ارزشمندترین بازیکن این لیگ شناخته شد. وی در تیم فوتبال زیر ۱۷ سال زنان آمریکا نیز بهترین گلزن این تیم بود و در جام کونکاکاف زیر ۱۷ سال ۲۰۱۰ نیز به عنوان بهترین گلزن این مسابقات شناخته شد.